# Xiphosomella helori
Xiphosomella helori är en stekelart som beskrevs av Ian D. Gauld 2000. Xiphosomella helori ingår i släktet Xiphosomella och familjen brokparasitsteklar. Inga underarter finns listade i Catalogue of Life.